# 艾马克
艾马克（汉语拼音字母：aimag，意思是“部落”）也称爱玛克，是蒙古国和内蒙古的行政区划单位，中文分别译称“省”和“盟”。目前蒙古国有21省，内蒙古有三盟。
蒙古国的艾马克下设“苏木”，中文译为称“县”。苏木下设「巴嘎」（转写：baγ，翻译为“村”或“街道”）。
内蒙古的艾马克下设“旗”，相当于“县”。旗下设“苏木”，相当于“乡”。内蒙古的苏木下设“嘎查”（相当于“村”或“社区”）。

清1689-1722年内蒙古诸旗图

历史上蒙古用「艾马克」称呼“部落”，中文史籍称“部”，与鄂托克（领地）同属于“兀鲁思”之下的组织。艾马克和鄂托克的主要区别是：艾马克不仅以地缘关系为基础，而且必须属于同一的亲族集团。鄂托克则只以地缘关系为基础，牧户之间不一定存在着亲族关系。清朝吞并蒙古各部後，将诸部分属于盟（又译为“楚固拉干”，意思是“会盟”）、旗，内扎萨克24部并为六盟，喀尔喀四部各设一盟，在青海蒙古和新疆厄鲁特蒙古也设多个盟。
清朝灭亡后，蒙古各部均用「艾马克」取代“楚固拉干”成为行政单位。1940年代，蒙古人民共和国的艾马克中文译为“省”，内蒙古自治政府的艾马克改中文译称为“盟”，但蒙古语名称均称为“艾马克”。